# Jessica May (Pornodarstellerin)
Jessica May (* 23. Mai  1979 in der Tschechoslowakei) ist eine tschechische ehemalige Pornodarstellerin.

## Karriere
May begann im Jahre 1999 ihre Tätigkeit als Darstellerin in pornografischen Filmen und war u. a. an den mehrfach ausgezeichneten Werken Cleopatra (2003) und Millionaire (2004) beteiligt. Im Jahr 2001 erhielt sie beim FICEB Award für den Film Perras Amaestradas eine persönliche Auszeichnung als „Best Starlet“ in der Kategorie „Ninfa“.
Insgesamt sind in der Internet-Datenbank IAFD, die die Informationen über Pornodarsteller und -filme und deren Regisseure enthält, bei ihr (mit Stand Oktober 2022) knapp 200 Einträge für Filme und Szenen hinterlegt. Sie hat dabei in Produktionen von etablierten Branchenunternehmen wie Bangbros.com, Elegant Angel, Evil Angel Productions, Jules Jordan Video, Northstar Associates, Private, Reality Kings und Video Marc Dorcel mitgewirkt und drehte u. a. mit den Regisseuren Alessandro Del Mar, Antonio Adamo und Rocco Siffredi.

## Auszeichnungen
FICEB Award
- 2001: Ninfa Award – Best Starlet

## Filmografie (Auswahl)
- 1999: Debauchery 5
- 2000: Pretty in Black
- 2000: Eurobabes #5
- 2002: Private Gold: Living in Sin
- 2002: Rocco: Animal Trainer 9
- 2003: Cleopatra
- 2004: Millionaire
- 2004: Private Tropical 13: A Hidden Pleasure